# Mary Travers
Mary Allin Travers (Louisville, 9 de novembre de 1936 - Danbury, 16 de setembre de 2009) va ser una cantautora estatunidenca coneguda principalment pel seu llarg pas pel grup de música folk Peter, Paul and Mary, que compartí amb Peter Yarrow i Noel "Paul" Stookey. Peter, Paul and Mary va ser als anys 60 un dels grups de més ressò del folk americà; de forma insòlita, d'entre els grups que van sorgir del Greenwich Village novaiorqués, Travers realment hi havia viscut.

## Primers anys i estudis
Havia nascut a Louisville (Kentucky, Estats Units), filla dels periodistes Robert Travers i Virginia Coigney, sindicalistes actius al The Newspaper Guild. L'any 1938 la família es traslladà a viure al Greenwich Village de Nova York. Estudià a la "Little Red School House", però deixà els estudis per dedicar-se a la cançó.

## Carrera musical
Durant un temps havia compaginat els estudis amb la pertinença a "The Song Swappers", que feren les veus de fons de Pete Seeger quan Folkways Records reedità una recopilació de cançons de lluita obrera, Talking Union, el 1955; Les Song Swappers enregistraren un total de 4 àlbums amb Folkways al mateix any, i tots amb Seeger. Mary Travers tenia, en aquella època, la cançó com una afició, però diversos companys cantants l'animaren a dedicar-s'hi; també actuà en un espectacle de Broadway anomenat The Next President.
Tot canvià amb la formació del grup Peter, Paul and Mary el 1961, i l'èxit immediat que obtingué. El tercet compartia agent, Albert Grossman, amb Bob Dylan i pogueren acostar les cançons d'aquesta gent que anteriorment les havien rebutjades per la particular veu nasal del cantant. El seu èxit amb el tema de Dylan Don't Think Twice, Its Alright contribuí a portar l'àlbum Freewheelin del cantant a la llista dels 30 més venuts als Estats Units. La necrològica de l'Associated Press en digué:

El primer àlbum del grup, Peter, Paul and Mary aparegué el 1962 i immediatament es destacaren popularment les seves versions de Si tingués un martell (If I Had a Hammer) i El llimoner (Lemon Tree). La primera els feu guanyar els Grammy a la millor gravació de música folk i al millor grup vocal.

El seu disc següent, Moving, comprenia la coneguda cançó de l'innocència perduda, Puff, el drac màgic, que assolí el segon lloc en les llistes de més venuts; des d'aleshores algunes veus l'han considerada una oda al cànnabis.

El tercer àlbum del trio, In the Wind, incloïa tres cançons d'un Dylan de 22 anys. Don't Think Twice, It's All Right i Escolta-ho en el vent es van enfilar als 10 més venuts, i acostaren en Bob Dylan a una audiència massiva; vengué 300.000 discos en un període de dues setmanes.

...en un moment donat del 1963, tres dels seus àlbums estaven entre els sis més venuts i [els cantants el grup] esdevingueren les estrelles més importants de moviment del folk reviscut.

La seva versió de Si tingués un martell esdevingué un himne per la igualtat racial, així com el tema de Bob Dylan Escolta-ho en el vent, que el grup interpretà en la "Marxa sobre Washington" de l'agost del 1963 en un aplec que feu famoses les paraules de Martin Luther King Tinc un somni. Puff, el drac màgic és tan coneguda que ha entrat de ple dret en la cultura popular estatunidenca i britànica.
El grup es va desfer inicialment l'any 1970, i Mary Travers encetà una carrera en solitari. Enregistrà cinc discos: Mary (1971), Morning Glory (1972), All My Choices (1973), Circles (1974) i It's in Everyone of Us. El 1978 es reuniren els integrants del grup per protestar contra l'energia nuclear; en els anys següents gravaren discos i reprengueren les gires de concerts.

## Vida personal i mort
Els seus tres primers casaments acabaren en sengles divorcisNota 1; però no el quart, amb el seu marit -ara vidu- Ethan Robbins (es van casar el 1991).
Li diagnosticaren leucèmia el 2005, i hagué de suspendre per tot l'any les gires de concerts. Rebé posteriorment un trasplantament de moll de l'os i pogué reprendre les gires el 9 de desembre de 2005, amb un concert al Carnegie Hall. L'estiu del 2007 calgué interrompre una nova gira a causa de diverses intervencions operatòries de la cantant. El 16 de setembre de 2009, complicacions causades per la quimioteràpia portaren a la mort de la cantant a l'hospital de Danbury (Estats Units) quan l'artista tenia 72 anys. Fou enterrada al Cementiri Umpawaug de Redding, Connecticut.

## Discografia en solitari
- Mary, Warner Bros., 1971
- Morning Glory, Warner Bros., 1972
- All My Choices, Warner Bros., 1973
- Circles, Warner Bros., 1974
- It's In Everyone of Us, Chrysalis, 1978